# Du Bois (Illinois)
Du Bois és una població dels Estats Units a l'estat d'Illinois. Segons el cens del 2000 tenia 222 habitants.

## Demografia
Segons el cens del 2000, Du Bois tenia 222 habitants, 96 habitatges, i 54 famílies. La densitat de població era de 80,1 habitants/km².
Dels 96 habitatges en un 30,2% hi vivien nens de menys de 18 anys, en un 42,7% hi vivien parelles casades, en un 8,3% dones solteres, i en un 43,8% no eren unitats familiars. En el 38,5% dels habitatges hi vivien persones soles el 22,9% de les quals corresponia a persones de 65 anys o més que vivien soles. El nombre mitjà de persones vivint en cada habitatge era de 2,31 i el nombre mitjà de persones que vivien en cada família era de 3,13.
Per edats la població es repartia de la següent manera: un 30,2% tenia menys de 18 anys, un 7,2% entre 18 i 24, un 31,1% entre 25 i 44, un 17,6% de 45 a 60 i un 14% 65 anys o més.
L'edat mediana era de 35 anys. Per cada 100 dones de 18 o més anys hi havia 93,8 homes.
La renda mediana per habitatge era de 30.417 $ i la renda mediana per família de 32.500 $. Els homes tenien una renda mediana de 28.750 $ mentre que les dones 16.250 $. La renda per capita de la població era de 12.367 $. Aproximadament el 17,3% de les famílies i el 15,7% de la població estaven per davall del llindar de pobresa.

## Poblacions més properes
El següent diagrama mostra les poblacions més properes.